# AXIS
AXIS（アクシス）は日本のダンスエンターテイメントチームである。大手テーマパークの現役ダンサー及びOGの女子5名で構成されている。

## 略歴
- 2014年結成
- 2014年10月9日　活動開始
- 2014年11月8日　東京ベイ舞浜ホテルクラブリゾートにて開催された「dancers flight」にて初ステージ。「あとひとつ」上演。
- 2014年12月7日　THE☆STAGE 自由が丘校にて開催された「Soulm8 VOL.22」にて第２作「Trick Night」上演。
- 2015年1月18日　CLUB CITTA' KAWASAKIにて開催された「ダンス部36」に出演、「Trick Night」再演。
- 2015年1月24日　舞浜アンフィシアターにて開催された「how to fly magic」に出演、総勢22名の「AXIS@」として「Arabian Night」上演。
- 2015年1月30日　舞浜アンフィシアターにて開催された「wave music jam」にAXIS@として出演。「Arabian Night」再演。
- 2015年2月22日　六本木morph tokyoにて開催された「club INSPIRE」にあーみん、maossan、ゆっこの3名で「AXIS#」として出演。
- 2015年4月26日　六本木morph tokyoにて開催された「club INSPIRE」に出演。
- 2015年5月26日　六本木morph tokyoにて開催された「DiamRekk プレミアム2」に出演。「黒猫」上演。

## メンバー
- あーみん(中牟田亜実、9月4日-)
  - AXIS代表　演出・構成・振付
- maossan(先山真央、3月29日-)
- chiaki(藤田千明、10月5日-)
- Mayu(片桐真優、8月1日-)
- ゆっこ(植木薫子、3月11日-)

## 作品
- 「あとひとつ」(2014年)
- 「Trick Night」(2014年)
- 「Aribian Night」(2015年)
- 「黒猫」(2015年)

※AXIS#での上演作品はタイトル未発表